# Chartreuse de la Boutillerie
Le monastère Notre-Dame-des-Sept-Douleurs de la Boutillerie ou de la compassion de la sainte Vierge est un ancien monastère de l'ordre des chartreux, fondé en 1618 par Jean Le Vasseur, au hameau de la Boutillerie, chatellenie de Lille et paroisse de Fleurbaix, un des quatre villages qui faisait le petit pays de l'Alleu, dans le Pas-de-Calais. La Boutillerie fut le lieu de regroupement révolutionnaire des Chartreux du Nord et du Pas-de-Calais.

## Histoire
Jean Le Vasseur, mayeur de Lille, hérite de sa sœur Madame de Thieffries de la terre et de la seigneurie de la Boutillerie qui est d'un assez bon revenu et qui a été possédée par des personnes de la maison de Luxembourg, de Beaufort et de Berlaymont. Il décide d'y bâtir une chartreuse. À la requête des prieurs des chartreuses de Valenciennes et de Tournai, l'amortissement est accordé par Albert et Isabelle d'Espagne, princes souverains des Pays-Bas, fin 1618; ainsi que l'agrément du chapitre général des chartreux. La chartreuse est fondée sous le titre de Notre-Dame-des-Sept-Douleurs (latin : Doloribus Beatæ Mariæ Virginis).
Le 25 septembre 1627, Mgr Boudot, évêque d'Arras, bénit la première pierre de l'église. Une communauté régulière s'installe en 1641. L'église et ses douze autels sont consacrés en 1645.
En 1645, lors de la guerre franco-espagnole, l'invasion française, conduite par Gaston d'Orléans, oblige les moines à se disperser dans leurs maisons d'origine.
Michel Le Tellier, chancelier de France et son fils Louvois accordent des privilèges au monastère et surtout l'exemption des contributions. En 1654, la maison compte sept à huit religieux.
La communauté souffre des campagnes militaires de 1706 à 1708. 
En 1764, l’hôtellerie est rebâtie de façon monumentale, sur le plan de celle de la chartreuse du Mont-Saint-André de Tournai.
En 1790, la communauté opte pour la vie commune. Le 13 février 1790, l'assemblée constituante prononce l'abolition des vœux monastiques et la suppression des congrégations religieuses. Le 14 octobre 1790, la chartreuse Notre-Dame-des-Sept-Douleurs est désignée comme refuge des chartreux du Nord de la France. Elle accueille en 1792, 44 pères et 4 frères qui doivent se disperser en octobre 1792.

## Prieurs
Le prieur est le supérieur d'une chartreuse, élu par ses comprofès ou désigné par les supérieurs majeurs.
D'après Cuvelier :
1. 1641-1660 : Jean de Meldeman (1580-†1660), natif de Namur, profès de la Grande Chartreuse, auparavant prieur de la maison de Sainte-Croix, et de Bonlieu.
2. 1661-1689 : Antoine Rogeau (1614-†1689), natif de Calonne-Ricouart.
3. 1689-1728 : Michel Archange Cuvelier (†1728), natif de Wicres, profès, puis vicaire de la Boutillerie, procureur de la maison des Moniales de Gosnay
4. 1728-1743 : Antoine Maës (†1743), de Lillers, vicaire et procureur de la Boutillerie, prieur du couvent de Douai.
5. 1743-1767 : Agapit Harveng (†1767), de Mairieux ou Gognies-Chaussée, vicaire et procureur du monastère, ensuite prieur des Chartreux de Longuenesse 1730-1743.
6. 1765-1792 :  Bernard Degruson, d'Armentières

## Patrimoine foncier
Le monastère possédait une cense au village de Becquillies, des terres à Obigies, Avelin, Annappes,  Ennetières en Mélantois, Emmerin, Esquermes, Frelinghien, Fretin, Fromelles, Flers, Houplines, Laventie, Fleurbaix, La Gorgue, Quesnoy, Mouvaux Prémesques, Ronchin, Templeuve et Ypres.

## Héraldique
| Armoiries de la Chartreuse de la Boutillerie | Suivant la tradition cartusienne, la Boutillerie porte les armes de son fondateur, Jean Le Vasseur qui se blasonnent ainsi : « D'argent fretté de sable, au chef d'azur chargé de deux étoiles à six rais d'or ». et , selon l'armorial général de France de 1696 : « D'argent à une vierge Marie tenant de sa main senestre la lame d'une épée plantée dans sa poitrine (Mater Dolorosa), accompagnée à dextre du mot MATER et à senestre du mot DOLORUM, côtoyant les flancs, le tout de sable » (blason de droite). | (Blason de droite) |